# ティグラン・ハマシアン
ティグラン・ハマシアン（英語: Tigran Hamasyan、アルメニア語: Տիգրան Համասյան、1987年7月17日 - ）は、アルメニアのジャズピアニスト。シラク地方ギュムリ出身。オリジナル曲にはアルメニア民謡の影響（アルバム「ア・フェイブル」）あるいはプログレッシブ・ロックの影響（「Red Hail」）などがみられる。

## 経歴
アルメニアのギュムリ生まれ 。先祖はトルコのカルス県出身という 。父親は宝石商、母親は服飾デザイナーをしていた。家にあったピアノを3歳から弾き始め、6歳から音楽教室に通った。幼い頃はスラッシュメタルのギタリストになりたいと思っていた。ジャズとの出会いは9歳。10代になるとアルメニアの民謡をジャズ風にアレンジして弾いていた。アルメニアの作曲家、アルノ・ババジャニアン、アヴェット・テルテリアンの影響を受けた。10歳のとき家族といっしょに首都エレバンへ、16歳のときカリフォルニアへ移住したが、その後エレバンにもどった。
2006年、18歳の時ファーストアルバム「World Passion」をリリースした。2009年、Aratta Rebirthのリーダーとしてアルバム「Red Hail」を製作した。2013年は1年のほとんどをアルメニアで過ごして同国の民謡について勉強した。2022年4月29日、Nonesuch Recordsからジャズのスタンダードを集めたアルバム、「StandArt」をリリースした。2021年春にロサンゼルスで録音されたもので、1920年代から1950年代の、リチャード・ロジャース、チャーリー・パーカー、ジェローム・カーン、デイヴィッド・ラクシンらによる9曲が入っている。マット・ブリュアー（ベース）、ジャスティン・ブラウン（ドラム）、アンブロース・アキンムサリ（トランペット）、ジョシュア・レッドマン（サックス）、マーク・ターナー（サックス）が参加した。

## 受賞歴
- 2002: 3rd Prize Concours International de Piano-Jazz Martial Solal (Paris).
- 2003: 1st Prize Jazz à Juan Révélations in the jazz instrumental category.
- 2003: 1st Prize Prix de la Critique et du Public, Concours de Piano (モントルー・ジャズ・フェスティバル).
- 2005: 3rd Prize Concours de Piano-Jazz de Moscou.
- 2005: 1st Prize 8ème Concours de Solistes de Jazz de Monaco.
- 2006: 1st Prize Thelonious Monk Institute of Jazz.[8][9]
- 2006: 2nd Prize Concours International de Piano-Jazz Martial Solal.
- 2013: The Vilcek Foundation、Contemporary Music.[10]
- 2015: Paul Acket Award（ノース・シー・ジャズ・フェスティバル）[11]
- 2016: エコー賞[12]

## ディスコグラフィー

### リーダーアルバム
| 年   | タイトル                                            | レーベル  | ピーク順位 | ピーク順位 | ピーク順位 |
| 年   | タイトル                                            | レーベル  | BEL (Wa)   | FR         | billboard  |
| ---- | --------------------------------------------------- | --------- | ---------- | ---------- | ---------- |
| 2006 | World Passion                                       | Nocturne  | –          | –          | –          |
| 2007 | New Era                                             | Plus Loin | –          | –          | –          |
| 2009 | Aratta Rebirth: Red Hail                            | Plus Loin | –          | –          | –          |
| 2011 | ア・フェイブル                                      | Verve     | –          | 70         | –          |
| 2013 | シャドー・シアター                                  | Verve     | 127        | 63         | –          |
| 2015 | モックルート                                        | Nonesuch  | –          | –          | 11         |
| 2015 | Luys i Luso                                         | ECM       | –          | –          | –          |
| 2017 | 太古の観察者                                        | Nonesuch  | –          | 191        | 12         |
| 2019 | They Say Nothing Stays The Same（サウンドトラック） | SEEBEDON  | –          | –          | –          |
| 2020 | Call Within                                         | Nonesuch  | –          | –          | –          |
| 2022 | StandArt                                            | Nonesuch  | –          | –          | –          |

### EP
- 2011: EP No. 1
- 2014: The Poet
- 2018: For Gyumri

### サイドマンとして
- 2010: Abu Nawas Rhapsody（Dhafer Youssef）（Jazzland）
- 2011: Lines of Oppression（Ari Hoenig）（Naive/AH-HA）
- 2012: Liberetto（Lars Danielsso）（ACT）
- 2012: Lobi（Stéphane Galland）（Out There/Out Note）
- 2013: Jazz-Iz-Christ（サージ・タンキアン、Valeri Tolstov 、Tom Duprey）
- 2013: The World Begins Today （Olivier Bogé, Sam Minaie、Jeff Ballard）（Naïve）
- 2014: Liberetto II（Lars Danielsson）（The Act Company）
- 2015: Ancient Mechanisms（LV〈musical duo〉）（Brownswood Recordings）
- 2016: Atmosphères（Arve Henriksen、アイヴィン・オールセット、 Jan Bang）（ECM）